# Empoasca neocurspina
Empoasca neocurspina är en insektsart som beskrevs av Rowland Southern 1982. Empoasca neocurspina ingår i släktet Empoasca och familjen dvärgstritar. Inga underarter finns listade i Catalogue of Life.